# Arsenaal (Venlo)

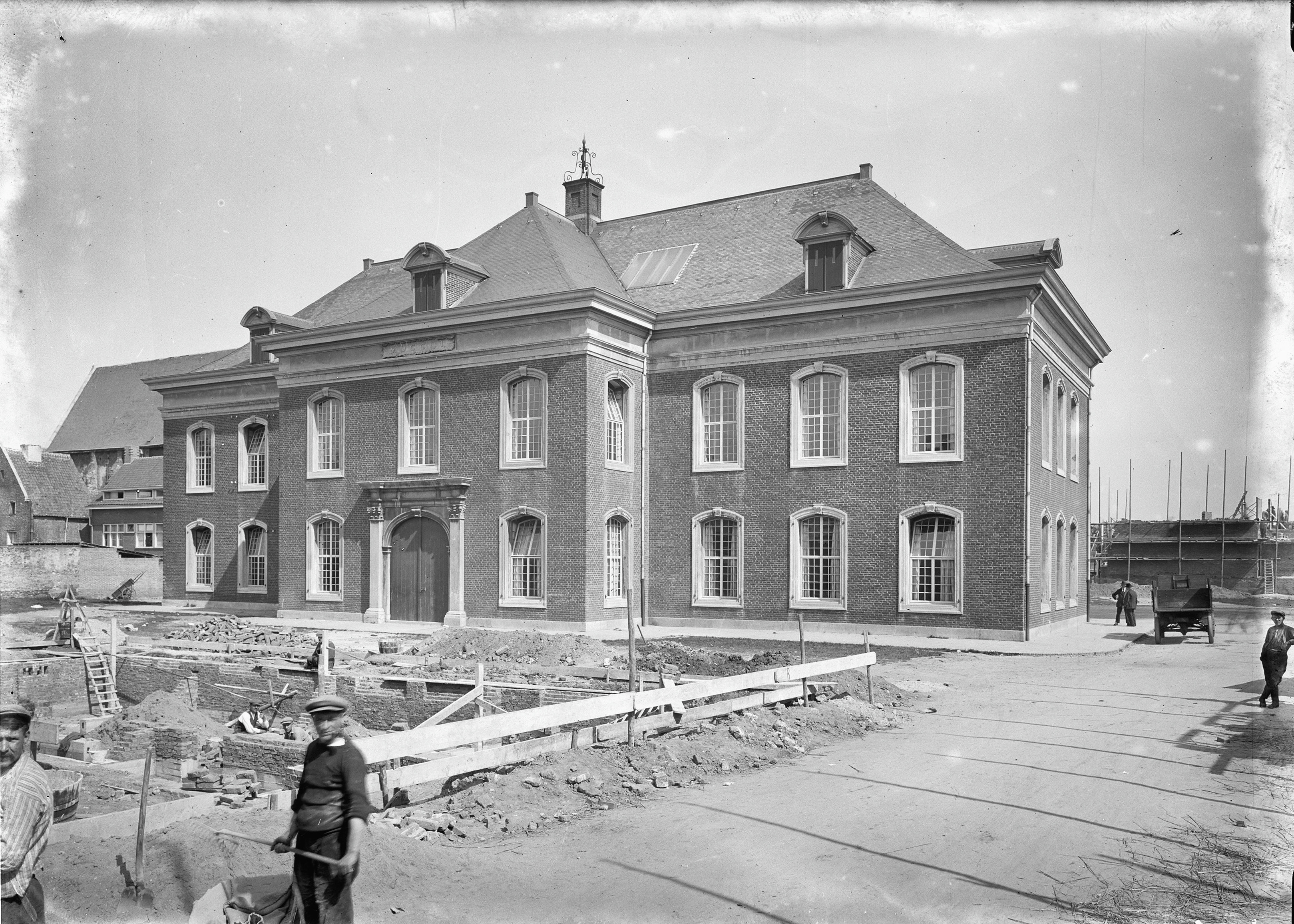
Het Arsenaal in 1927.

Het Arsenaal was een wapenmagazijn in de Nederlandse stad Venlo. Het gebouw stond op de hoek van de Nassaustraat met de Keullerstraat en werd midden 18e eeuw gebouwd. In 1944 werd het Arsenaal verwoest door bombardementen.
De stad Venlo gebruikte in de 17e en 18e eeuw enkele gebouwen aan het Helschriksel en de Maria-Weide als arsenaal voor de vesting. In 1750 werd begonnen met de bouw van een nieuw, groot arsenaal, ontworpen door luitenant-Ingenieur Derk de Haas. De nieuwbouw vond plaats op een terrein bij de middeleeuwse stadsmuur, tegenover het minderbroederklooster. In 1753 werden de bouwwerkzaamheden voltooid. Afgezien van een wapenmagazijn bevatte het Arsenaal ook een houtmagazijn.
Begin 20e eeuw waren er plannen om de voormalige militaire terreinen opnieuw in te richten. In een plan uit 1914 zou het Arsenaal worden gesloopt omdat het niet langer bruikbaar was, maar de wethouders van Venlo waren hier op tegen: zij wilden het grote en markante bouwwerk behouden. In 1916 presenteerde W.F.C. Schaap een nieuw plan, waarbij het Arsenaal het middelpunt werd van een nieuw te realiseren plein.

In 1921 werd het Arsenaal door de gemeente Venlo verbouwd, waarna het dienst deed als administratiegebouw voor zowel de gemeente als de rijksoverheid.

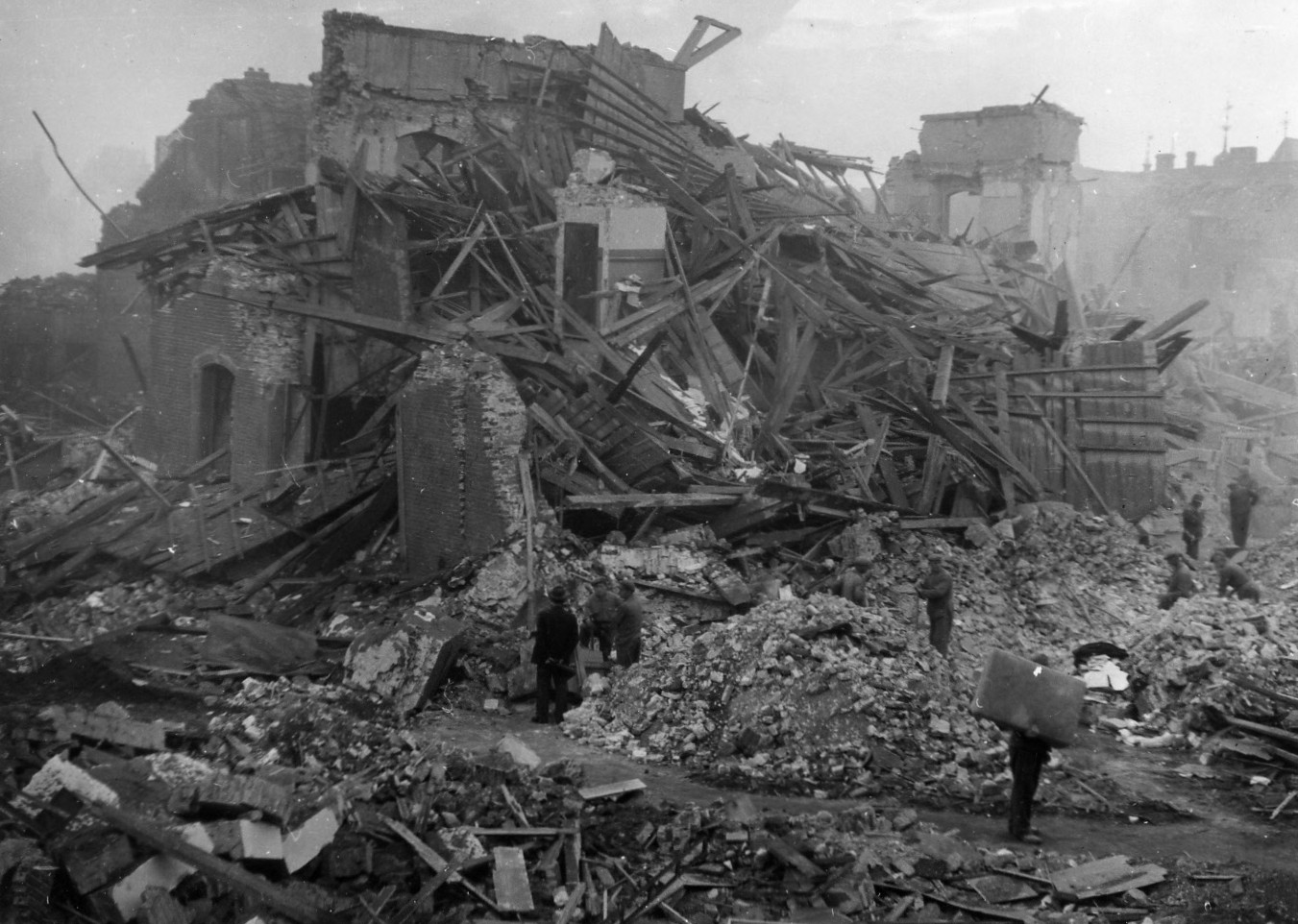
De restanten van het Arsenaal in 1945.

In 1944 verwoestten bombardementen het Arsenaal. Het gebouw werd na de oorlog niet meer herbouwd en er kwam een nieuw Arsenaalplein. Op de plek van het voormalige Arsenaal werd omstreeks 1950 de Raad van Arbeid gebouwd.
Aan het plein staat een parkeergarage met de naam Arsenaal.